# Лауринайтис, Джон
Джон Ходжер Лаурина́йтис (англ. John Hodger Laurinaitis, род. 31 июля 1962, Филадельфия, Пенсильвания), также известный как Джонни Эйс — американский продюсер и бывший рестлер. Выступал в World Championship Wrestling (WCW), All Japan Pro Wrestling (AJPW) и WWE. Лауринайтис работал на руководящих постах в WCW, затем, в течение восьми лет, работал в кадровой службе WWE.

## Карьера в качестве рестлера (1986—2000)

### National Wrestling Alliance/World Championship Wrestling (1985—1990)
Джон Лауринайтис дебютировал в 1986 году под именем Джонни Эйс. Когда Эйс выступал на флоридском чемпионате по реслингу, он часто объединялся со своим братом Маркусом Лауринайтисом. Позднее, когда Эйс выступал на промоушене Джима Крокетта, он сформировал команду вместе с Шейном Дугласом под названием The Dynamic Dudes.

### All Japan Pro Wrestling (1988—2000)
В 1990 году Джон перешёл в All Japan Pro Wrestling, где добился успеха объединившись с Дэном Спаймейом, Кэнтой Кобаси, Стивом Уильямсом и Майком Бартоном.Лауринайтис пользовался большой популярностью в AJPW и стал двукратным AJPW All Asia Tag Team Champion, четырёхкратным AJPW Unified World Tag Team Champion, а также смог победить в Korakuen Hall Heavyweight Battle Royal (Королевская битва). Рестлер также провёл два «пятизвёздочных» матча в 1995 и 1996 году в команде со Стивом Уильямсом. Один из этих матчей был назван матчем года.
В 2000 году Джон Лауринайтис закончил карьеру рестлера.

### World Wrestling Federation / Entertainment / WWE (2001-2022)
В 2001 году Джонни был нанят в WWE на должность агента. В 2004 году заменил Джима Роса на должности вице-президента по отношению с талантами. В 2007 году был назначен старшим вице-президентом, а в 2009 году стал исполнительным вице-президентом по отношению к талантам. В 2011 году стал появляться на экранах Raw вместе с Винсом Макмэном. После чего был назначен Генеральным менеджером RAW, а после Реслмании 28 аналогично и для SmackDown. 
22 июня 2022 года был уволен из WWE в связи с нарушением политики компании.

## Личная жизнь
Является братом Джозефа Майкла Лауринайтиса  (также известного под псевдонимом Дорожный воин зверь).
24 марта 2016 года женился на Кэти Колас, которая является матерью Близняшек Белла и тёщей Дэниела Брайана.

## Титулы и награды
- All Japan Pro Wrestling
  - Всеазиатский командный чемпион AJPW (2 раза) — с Кэнтой Кобаси[3]
  - Объединённый командный чемпион AJPW (4 раза) — с Кэнтой Кобаси (2), Стивом Уилльямсом (1) и Бартом Ганном (1)[4]
  - New Year’s Heavyweight Battle Royal (1991)[5]
- Championship Wrestling from Florida
  - Командный чемпион FCW (2 раза) — с Терминатором[6]
- Pro Wrestling Illustrated
  - PWI ставит его под № 77 среди 500 лучших рестлеров 1997 года[7]
- Wrestling Observer Newsletter
  - 5-звездочный матч (1995) — Кэнта Кобаси и Мицухару Мисава против Джонни Эйса и Стиви Уильямса — AJPW Budokan Hall Show 04 марта
  - 5-звездочный матч (1996) —  Дзюн Акияма и Мицухару Мисава против Джонни Эйса и Стиви Уильямса — AJPW Budokan Hall Show 06 июня
  - Матч года (1996) — со Стивом Уильямсом против Мицухару Мисавы и Дзюна Акиямы
  - Худший матч года (2012) — против Джона Сины 20 мая на Over the Limit (2012)[8]
- WWE
  - Слэмми в номинации «Менеджер года» (2011)[9] — вручена СМ Панком